# Jorge Habegger
Jorge Carlos Habegger (19 de octubre de 1946, Buenos Aires) es un exentrenador argentino. Reconocido por su trayectoria como entrenador en el fútbol de Bolivia, y como seleccionador nacional de ese país.

## Clubes

### Como entrenador
| Club                           | País           | Año       |
| ------------------------------ | -------------- | --------- |
| Temperley                      | Argentina      | 1977-1979 |
| Racing Athletic Club           | Argentina      | 1981-1983 |
| Deportivo Español              | Argentina      | 1984-1985 |
| Bolívar                        | Bolivia        | 1986-1989 |
| Selección de fútbol de Bolivia | Bolivia        | 1989-1990 |
| Bolívar                        | Bolivia        | 1990      |
| Barcelona SC                   | Ecuador        | 1991-1992 |
| Boca Juniors                   | Argentina      | 1993      |
| Barcelona SC                   | Ecuador        | 1994      |
| Huracán                        | Argentina      | 1995      |
| Bolívar                        | Bolivia        | 1996-1997 |
| Barcelona SC                   | Ecuador        | 1998-1999 |
| Jorge Wilstermann              | Bolivia        | 1999-2000 |
| The Strongest                  | Bolivia        | 2000-2001 |
| Selección de fútbol de Bolivia | Bolivia        | 2001      |
| Al-Nassr                       | Arabia Saudita | 2002-2003 |
| Al-Ettifaq Club                | Arabia Saudita | 2004      |
| Barcelona SC                   | Ecuador        | 2004      |
| Bolívar                        | Bolivia        | 2005      |
| Emelec                         | Ecuador        | 2005-2006 |
| Al-Nassr                       | Arabia Saudita | 2006-2007 |
| Bolívar                        | Bolivia        | 2008      |
| Municipal                      | Guatemala      | 2009-2010 |
| Liga de Loja                   | Ecuador        | 2011-2012 |
| Aurora                         | Bolivia        | 2012      |

## Palmarés

### Torneos nacionales
| Título             | Equipo       | País      | Año  |
| ------------------ | ------------ | --------- | ---- |
| Liga de Bolivia    | Bolívar      | Bolivia   | 1987 |
| Liga de Bolivia    | Bolívar      | Bolivia   | 1988 |
| Serie A de Ecuador | Barcelona SC | Ecuador   | 1991 |
| Liga de Bolivia    | Bolívar      | Bolivia   | 1996 |
| Torneo Apertura    | Municipal    | Guatemala | 2009 |

### Torneos internacionales
| Título                   | Equipo       | País      | Año  |
| ------------------------ | ------------ | --------- | ---- |
| Copa de Oro Nicolás Leoz | Boca Juniors | Argentina | 1993 |